# Stadskanaal (ville)
Pour les articles homonymes, voir Stadskanaal.
Stadskanaal est une petite ville qui fait partie de la commune de Stadskanaal, situé dans la province néerlandaise de Groningue. Le 1er janvier 2008, la localité comptait 20 160 habitants.

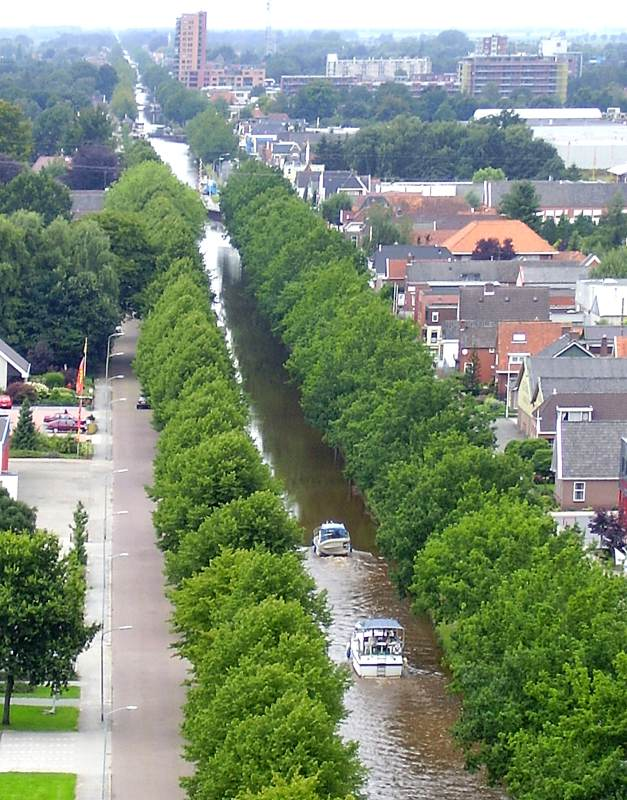
Le canal et la ville de part et d'autre

Stadskanaal s'étend sur une longueur de plus de 10 km le long du canal du même nom.

## Personnalités
- Henk Bos, footballeur, y est né en 1992.
- Cornelis Dopper, compositeur et chef d'orchestre, y est né en 1870.
- Izaäk Reijnders, général, y est né en 1879.
- Sylvia Smit, footballeuse, y est née en 1986.
- Henk Wijngaard, chanteur, y est né en 1946.